# Guillaume Budé

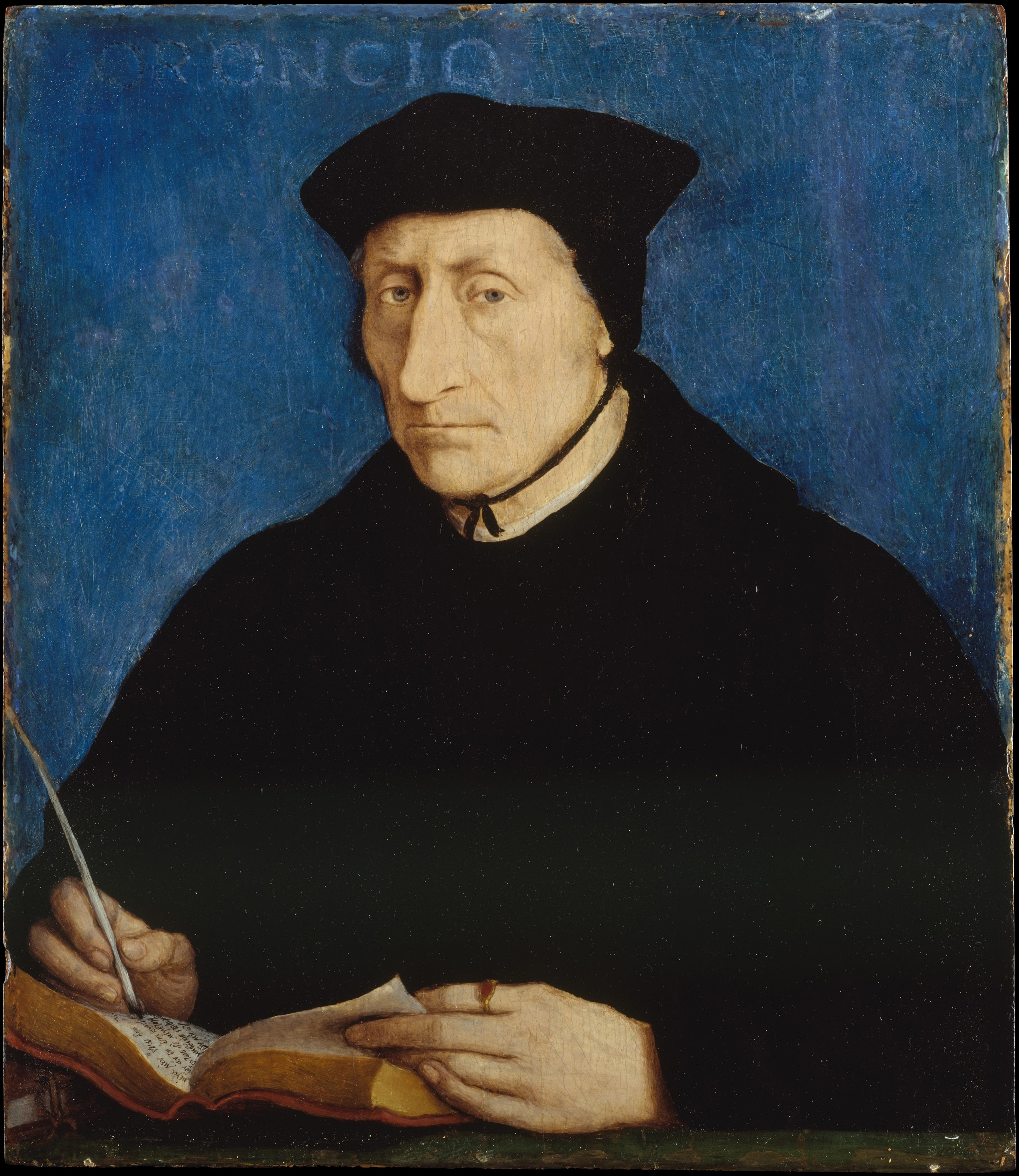
Zeitgenössisches Porträt des Guillaume Budé von Jean Clouet

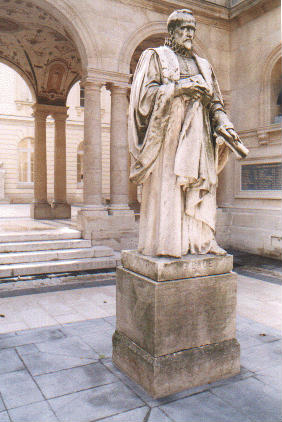
Denkmal des französischen Humanisten Budaeus in Paris

Guillaume Budé (latinisiert Guglielmus Budaeus; * 26. Januar 1468 in Paris; † 20. August 1540 ebenda) war ein französischer Jurist, Philologe, Humanist, Diplomat und Bibliothekar am Hof von Franz I. Er stand in engem Austausch mit anderen Humanisten der Zeit, darunter Erasmus von Rotterdam und Thomas Morus.
Er war neben Lorenzo Valla, Ulrich Zasius und Andrea Alciato ein juristischer Humanist und gilt als einer der Begründer der juristischen Methodik mos gallicus, einer Methode zur Erschließung des römischen Rechts mittels der Wiederherstellung von Originaltexten sowie der Berücksichtigung geschichtlicher Zusammenhänge.

## Leben
Im Jahr 1513 wurde er von Papst Leo X. nach Rom gerufen, um das Pontificio Collegio Greco zu leiten. 1514 befreundete sich Budé in Paris mit dem Humanisten Thomas Linacre, den er bei der Drucklegung von dessen Galen-Übersetzungen unterstützte. Auch zu Johann Winter von Andernach bestand eine enge Verbindung. Auf Anregung von Budé gründete König Franz I. 1530 das Collège des trois langues oder Collège des lecteurs du Roi. Auf Budé geht das erste Wörterbuch des Altgriechischen in Europa zurück.

## Schriften

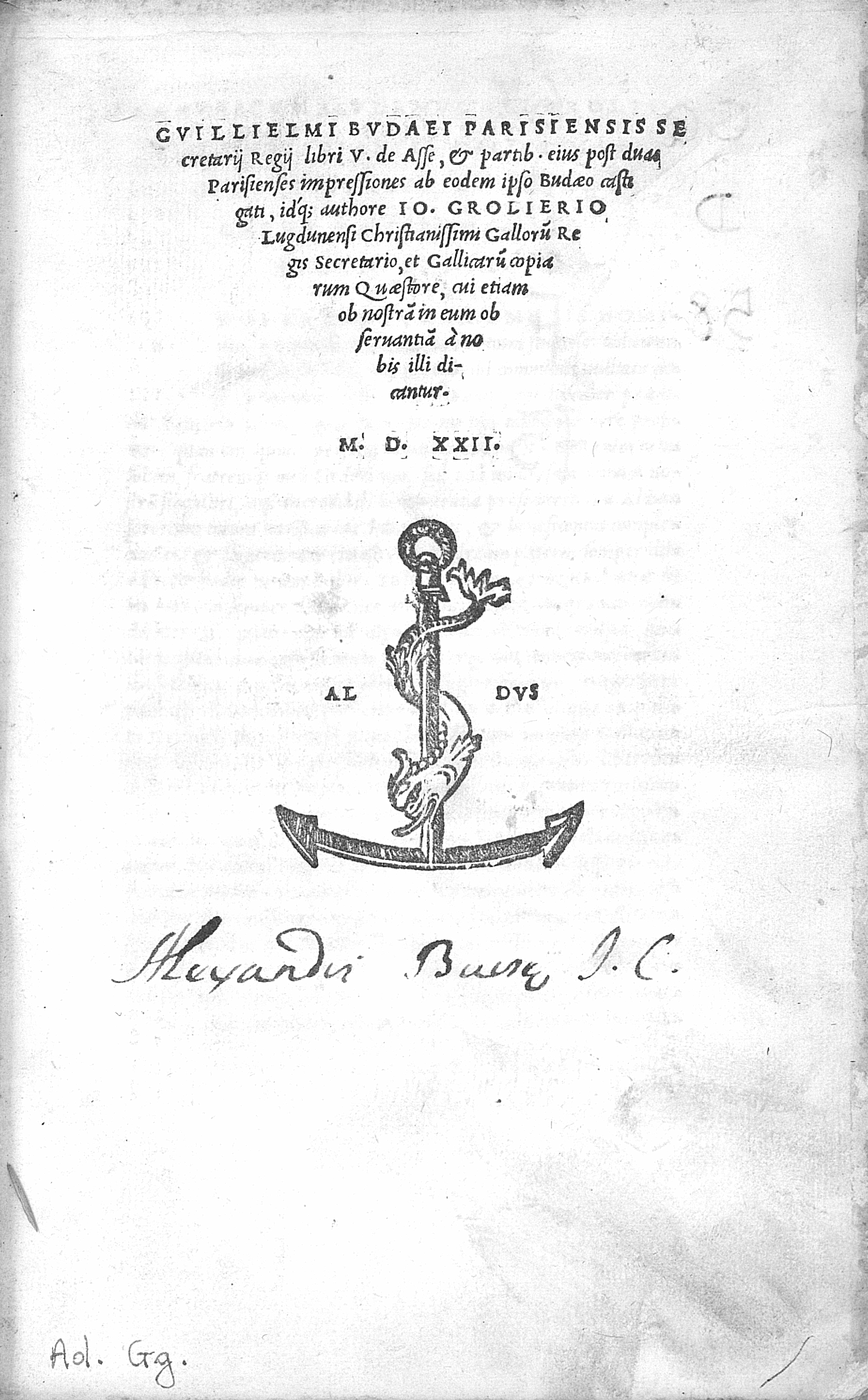
Libri V de Asse et partibus ejus, 1522

- Pandekten. Budé gab die römischen Pandekten heraus unter Anwendung der historisch-kritischen Methode. Durch den Vergleich verschiedener Handschriften beseitigte er offensichtliche Irrtümer im Text.
- De Asse et partibus eius (1515), ein Buch über die römische Währung.
  - Ausgabe bei Aldo Manuzio, eredi & Andrea Torresano, Venedig 1522 (Digitalisat).
- Institution [= Einweisung] d’un prince. Dieser Fürstenspiegel ist das einzige in französischer Sprache verfasste Werk von Budé. Es wurde für den jungen Franz I. geschrieben. Es ist eine Sammlung von antiken Texten, Sinn- und Lehrsprüchen und Darstellungen historischer Ereignisse, geschrieben mit der Intention, den Prinzen auf seine spätere Aufgabe als König vorzubereiten, also ihm die rechte Einsicht für sein politisches Handeln und die Liebe zu Wissenschaft und Kunst nahezubringen.
- Commentarii (1529), ein Wörterbuch vor allem juristischer und römischer Terminologie. Die Commentarii sind später in den Thesaurus (1572) des Robert Estienne eingegangen.
- Philologia. Das Buch ist ein Dialog zwischen Budé und Franz I. über die Philologie, die Budé als wesentlich für die Liebe zu den alten Sprachen als auch für die Verfeinerung der Sitten und der Kultur hielt. Budé sah in der griechischen Philosophie eine Vorbereitung des Christentums und verteidigte das Studium der griechischen Sprache gegen den Vorwurf der Sorbonne, es sei eine Vorstufe der Ketzerei.
- Epistolae. – Andr. Cartander (gemeint ist Cratander), Basileae 1521 (Digitalisat).

## Nachwirkung
Auf Guillaume Budé als Humanisten und ersten bedeutenden Übersetzer griechischer Texte in die französische Sprache bezieht sich die 1917 gegründete gelehrte Gesellschaft Association Guillaume Budé.

## Textausgaben
- Marie-Madeleine de La Garanderie, Luigi-Alberto Sanchi (Hrsg.): Guillaume Budé: Sommaire et Epitome du livre De asse. Les Belles Lettres, Paris 2008, ISBN 978-2-251-34494-2.
- Marie-Madeleine de la Garanderie (Hrsg.): La correspondence d’Erasme et de Guillaume Budé. Paris 1967.